# 一切経音義 (慧琳)
『一切経音義』（いっさいきょうおんぎ）は、元和2年（807年）に慧琳（えりん）が著した大蔵経の仏典に出てくる難語や梵語などの外国語の意味や発音を記した音義書。全100巻。『一切経音義』という名の書には玄応によるものもあるため、区別のために『慧琳音義』と呼ばれることが多い。
従来の書と異なって唐代中期の長安の音を記しており、当時の中国語の発音を知るために重要な書である。

## 成立
『一切経音義』につけられた景審の序によると、慧琳は疏勒国（カシュガル）の人であり、不空の弟子であった。玄応や慧苑以降に新しく訳された経典が増えたため、『一切経音義』を新たに作った。長安で建中5年（784年）に撰述を開始し、元和2年（807年）に完成した。ただし『宋高僧伝』では貞元4年（788年）に開始、元和5年（810年）に完成したとあり、景審の序と少し異なる。

## 内容
慧琳『一切経音義』は、『開元釈教録』に載せる順で仏典に対する音義を記したものである。収録する仏典は1219部にのぼるが、そのうち題のみで内容がないものが146部ある。玄応の『一切経音義』が利用できる場合はそれを使っている。また実叉難陀訳『華厳経』については慧苑の音義を利用し、『法華経』音義は大乗基により、『大般涅槃経』音義は雲公によっている。したがって慧琳が一から撰述したのは736部である。ただし、玄応や慧苑撰と書いてあるものにも実際には慧琳の手が加わっている。
梵語や胡語などの外国語については正しい発音と意味を記している。難字・難語については仏典にかぎらずさまざまの典籍を引き、反切を用いて正しい音を示している。引用文献のなかには現存しないものも多い。『説文解字』を引くばあいは、語釈のみを示すのではなく、字の構造の説明まで引いているのが特徴である。字の注釈のためにつけた引用文にさらに注釈をつけるなど、他の音義書とは変わった特徴が見られる。
音韻については、旧来の書の梵語の漢字による音写が不正確だとして、これをしばしば修正している。玄奘の新しい音訳も北天竺の方言として退けている。また、『切韻』の音を呉音としてしりぞけ、秦音（慧琳の当時の長安の音）によって改めている。北天竺・呉音などの批判は当を得たものではないが、これは『切韻』が記されてから200年ほどで標準音が大きく変化したことを示す。慧琳は秦音の韻書として元庭堅『韻英』や張戩『考声切韻』などを利用しているが、これらの韻書は現存しないので、『慧琳音義』が唐代中期の長安音を知るための最大の資料になっている。
日本の漢音は直接に唐代中期の長安音に由来し、また河野六郎や三根谷徹によれば朝鮮漢字音やベトナム漢字音も『切韻』ではなく『慧琳音義』に近い体系を元にしていると考えられるため、『慧琳音義』の研究はきわめて重要になる。

## テキスト
慧琳『一切経音義』は中国では早く失われたが、遼を経由して高麗に伝来し、『高麗大蔵経』に含められた。高麗蔵によった日本の『大正新脩大蔵経』も慧琳音義を含んでいる。
清末に中国で滅んだが日本に残る漢籍を収集した楊守敬は、高麗蔵本を18世紀に日本で翻刻した白蓮社本を購入して持ち帰った。これにより中国でも再び『慧琳音義』が知られるようになった。

## 関連文献
- 黄淬伯『慧琳一切経音義反切攷』〈中央研究院歴史語言研究所専刊 6〉1931年。
『慧琳音義』の反切を分析してその全体像を明らかにした古典的な著作。
- 河野六郎『中国音韻学論文集』平凡社〈河野六郎著作集 2〉、1979年。ISBN 4582366023。
『慧琳音義』の反切に変わった特徴があることを指摘し、それを元に音韻体系を再構。また朝鮮漢字音が従来言われていたのと異なり『慧琳音義』的な音韻体系に由来すると主張。
- 上田正『慧琳反切総覧』汲古書院、1987年。ISBN 4762923397。
黄淬伯に依存せず、『慧琳音義』の反切を中古音の韻によって並べたもの。
- 三根谷徹『中古漢語と越南漢字音』汲古書院、1993年。ISBN 4762924601。
ベトナム漢字音が『慧琳音義』的な音韻体系に由来すると主張。また『慧琳音義』音系の音韻的分析を行う。
- 水谷眞成『中国語史研究』三省堂、1994年。ISBN 4385355185。
『慧琳音義』の梵語に漢字でつけた音に関する研究を含む。